# USA:s andra kongress
USA:s andra kongress, med medlemmar från Senaten och Representanthuset, varade från den 4 mars 1791 till den 4 mars 1793, under George Washingtons tredje och fjärde år som USA:s president. Mötena hölls vid Congress Hall i Philadelphia, Pennsylvania. 

## Stora lagstiftningsbeslut
- Wikisource har originalverk som rör Public Acts of the Second Congress.

- 20 februari 1792: USA:s federala postdepartement bildas genom Postal Service Act
- 2 april 1792: Genom Coinage Act of 1792 bildas United States Mint